# ماساتو هاراساكي
ماساتو هاراساكي (باليابانية: 原崎 政人) (13 أغسطس 1974 في محافظة آوموري في اليابان – )؛ هو لاعب كرة قدم ياباني سابق كان يلعب كلاعب وسط.

## وصلات خارجية
- ماساتو هاراساكي على موقع رابطة كرة القدم اليابانية للمحترفين (اليابانية)
- ماساتو هاراساكي على موقع قاعدة بيانات كرة القدم.إي يو (الإنجليزية)
- ماساتو هاراساكي على موقع Soccerway.com (الإنجليزية)
- ماساتو هاراساكي على موقع عالم كرة القدم.نت (الإنجليزية)